# Красная Речка (Новобурасский район)
Красная Речка — село в Тепловском муниципальном образовании Новобурасского района Саратовской области. Основано в XIX веке.

## География
Находится на берегах реки Чардым, на расстоянии примерно 27 километра на запад-юго-запад от районного центра посёлка городского типа Новые Бурасы.

## Население
| 2002 | 2010 |
| ---- | ---- |
| 193  | ↘107 |

Население составляло 193 человека по переписи 2002 года (русские 95%) .